# Columna gris lateral

La columna gris lateral (cornete lateral, asta lateral de la médula espinal, columna intermediolateral) (Lateral cornu, Lateral horn en inglés) es una de las tres «columnas grises» de la médula espinal que le dan la forma de una mariposa; las otras son las columnas grises anterior y posteriores. La columna gris lateral está implicada principalmente en la actividad de la división simpática del sistema motor autónomo. Se proyecta lateralmente como un campo triangular en las regiones torácica y lumbar superior (concretamente T1-L2) de la parte posterolateral de la columna gris anterior.

## Información contextual

### Sistema nervioso
El sistema nervioso es el sistema de neuronas o células nerviosas que transmiten señales eléctricas por el cerebro y el cuerpo. Una célula nerviosa recibe señales de otras células nerviosas a través de unas prolongaciones en forma de árbol llamadas dendritas y transmite señales a través de una larga prolongación llamada axón (o fibra nerviosa). Las sinapsis son lugares en los que el axón de una célula transmite información a la dendrita de otra célula enviando unas sustancias químicas llamadas neurotransmisores a través de un pequeño espacio llamado hendidura sináptica. Las sinapsis se producen en varios lugares, incluidos los ganglios, que son masas de cuerpos celulares nerviosos. Las células nerviosas preganglionares del sistema nervioso simpático (todas ellas procedentes de la columna gris lateral) utilizan el neurotransmisor acetilcolina, mientras que las células nerviosas simpáticas postganglionares utilizan norepinefrina. La materia gris del cerebro y la médula espinal es cualquier acumulación de cuerpos celulares y neuropila (la neuropila es un tejido rico en cuerpos celulares nerviosos y dendritas). La materia blanca está formada por tractos nerviosos (grupos de axones) y comisuras (tractos que cruzan la línea media del cerebro).

### Sistema nervioso simpático
El sistema nervioso se divide en sistema nervioso central (cerebro y médula espinal) y sistema nervioso periférico (todo lo demás). El sistema nervioso periférico se divide en sistema nervioso somático (procesos voluntarios) y sistema nervioso autónomo (procesos involuntarios). El sistema nervioso autónomo se divide en sistema nervioso parasimpático (funcionamiento normal) y sistema nervioso simpático (funcionamiento de emergencia). La columna gris lateral media las funciones del sistema nervioso simpático.

### Médula espinal
La médula espinal se divide en 31 segmentos, ubicados entre las vértebras. Cada segmento está definido por una raíz posterior que entra en él y una raíz anterior que sale de él. Cada una de estas raíces es el final de un nervio espinal que conecta la médula espinal con el cuerpo. La columna vertebral se divide en cuatro grupos de vértebras: (de arriba abajo) cervical, torácica, lumbar y sacra.

## Estructura

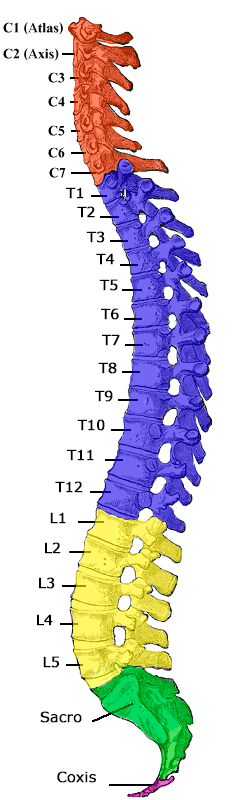
Columna vertebral
Vértebras cervicales
Vértebras dorsales
Vértebras lumbares
Sacro
Coxis

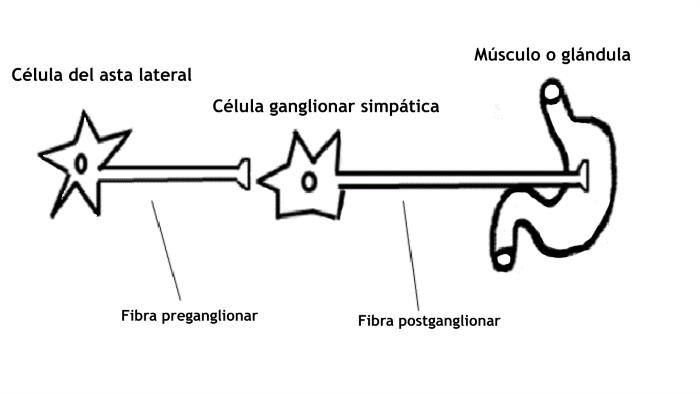
Vía desde la columna gris lateral hasta el tejido diana

La columna gris lateral está presente en 17 niveles de la médula espinal, concretamente a través de los niveles T1-L2 (salida simpática), así como a través de los niveles S2-S4 (salida parasimpática). Estos dos segmentos están situados entre la primera vértebra torácica y la primera o segunda vértebra lumbar, ya que la médula espinal termina aquí y los nervios forman la cauda equina.
La columna gris lateral está compuesta por neuronas motoras viscerales preganglionares simpáticas que forman parte del sistema nervioso autónomo. Un estudio en profundidad de las columnas grises laterales en la región torácica de ratas reveló dos tipos de células. Un tipo de célula se caracterizaba por tener muchas mitocondrias, un núcleo indentado y un retículo endoplasmático largo, mientras que el otro tipo de célula tenía una mayor densidad citoplasmática y un retículo endoplasmático corto. Se observó que los terminales axónicos de la columna lateral contenían gránulos de almacenamiento de noradrenalina y podían dividirse en cuatro tipos. Los terminales de tipo uno contenían unas pocas vesículas granulares grandes y muchas pequeñas, y los terminales de tipo dos tenían muchas vesículas grandes y gránulos apenas perceptibles. Los terminales de tipo tres contenían vesículas pequeñas y esféricas y ningún gránulo, y los de tipo cuatro eran los terminales más raros que tenían vesículas aplanadas con gránulos pequeños y grandes.
Las células de la columna celular intermediolateral son fusiformes o estrelladas y de tamaño mediano. La columna celular intermediolateral existe en los niveles vertebrales T1 - L2 y media toda la inervación simpática del cuerpo. En la parte superior de la región cervical y parte inferior del bulbo raquídeo, así como en la tercera y cuarta vértebras sacras, esta columna se vuelve a diferenciar.

## Funciones
Las conexiones de la columna gris lateral median en las funciones del sistema nervioso simpático (SNS), que modifica las actividades cardiaca, pulmonar, hepática (hígado) y gastrointestinal para preparar al organismo para situaciones de emergencia (aunque el sistema simpático siempre está activo en cierta medida, incluso en ausencia de un entorno estresante, para mantener el nivel adecuado de función simpática). Cuando el cerebro responde a amenazas potenciales enviando señales a las células laterales de la columna gris, la columna lateral transmite las señales para iniciar una serie de cambios fisiológicos que preparan al cuerpo para una respuesta de "lucha o huida". Los pelos se erizan para conservar el calor. El intestino se relaja y la digestión se ralentiza para poder dedicar más energía a hacer frente a la situación amenazante. La médula suprarrenal se activa y libera epinefrina (adrenalina) en el torrente sanguíneo, donde media en muchos cambios, como la preparación de los músculos para la actividad de emergencia. Diversos músculos lisos se relajan; por ejemplo, los músculos que envuelven los bronquiolos pulmonares se relajan, lo que permite que entre más oxígeno en el torrente sanguíneo. El ritmo cardíaco aumenta para garantizar que todas las células reciban rápidamente las sustancias que necesitan. El hígado produce glucosa (azúcar) para alimentar los músculos. Los vasos sanguíneos se contraen (vasoconstricción), lo que reduce la hemorragia y conserva el calor corporal (la excepción son los vasos sanguíneos que alimentan los músculos grandes que se utilizarían para correr o luchar). Las pupilas se dilatan, lo que mejora la visión. Aumenta la transpiración en determinadas zonas del cuerpo (aún no se conoce del todo la finalidad de este fenómeno, pero hay indicios de que el olor producido por este sudor sirve de señal para otros individuos).

### Sistema nervioso simpático

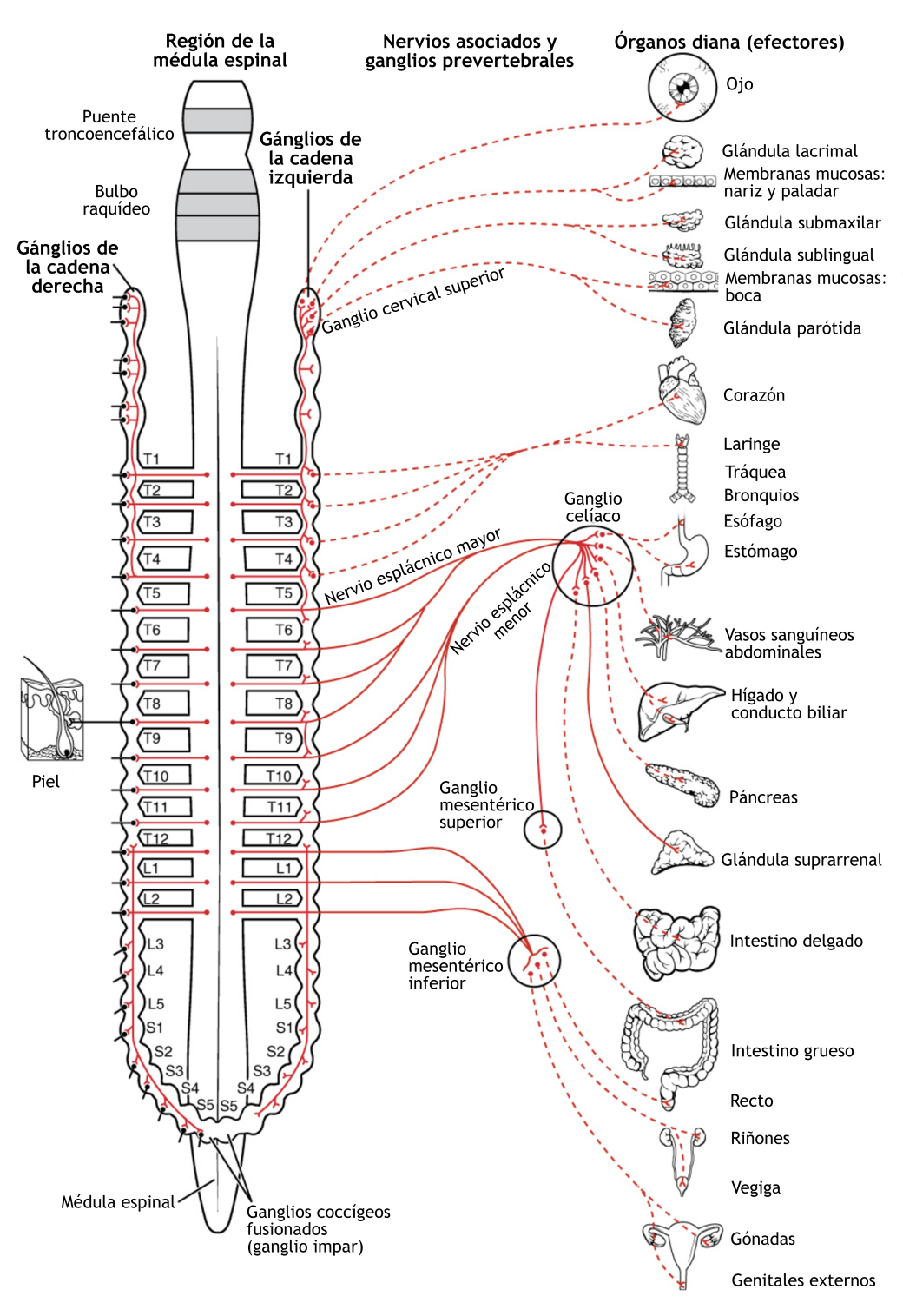
Sistema nervioso simpático

La columna gris lateral desempeña un papel importante en la división simpática del sistema motor visceral (autónomo). Los cuerpos celulares de las neuronas de la columna lateral envían sus axones para hacer sinapsis en los ganglios simpáticos que inervan los órganos autonómicos y pélvicos; de hecho, todas las neuronas preganglionares del sistema nervioso simpático se originan en la columna gris lateral. Las neuronas de los segmentos torácico superior y medio controlan la actividad simpática de los órganos de la cabeza y el tórax, mientras que las neuronas de los segmentos torácico inferior y lumbar superior controlan los órganos abdominales y pélvicos y las dianas de las extremidades inferiores.
Las fibras preganglionares ligeramente mielinizadas (también conocidas como fibras eferentes viscerales) abandonan la columna gris lateral a través de las raíces ventrales y forman rápidamente catorce agregados denominados ramas comunicantes blancas, que acaban entrando en el tronco simpático, una estructura próxima a la columna vertebral formada por cadenas pareadas de ganglios simpáticos conectados por fibras nerviosas.
En la mayoría de los casos, las fibras de la columna gris lateral viajan a lo largo del tronco simpático hasta que hacen sinapsis en uno de los ganglios del tronco, que a continuación transmite la información a través de fibras postganglionares en un ramus communicans gris. 31 pares de ramos comunicantes grises salen del tronco simpático para unirse a los 31 pares de nervios espinales y dirigirse a objetivos como las glándulas sudoríparas, los folículos pilosos y los vasos sanguíneos. Algunas fibras, como las de los nervios cardíacos que inervan el corazón, llegan directamente al órgano diana, sin unirse primero a una rama comunicante gris.
Otras fibras procedentes de neuronas laterales de la columna gris atraviesan el tronco simpático sin hacer sinapsis en él. El nervio esplácnico mayor sale de los niveles vertebrales T5-T9 y hace sinapsis en el abdomen en los ganglios celíacos, que inervan la arteria celíaca (los nervios esplácnicos son los nervios que inervan las vísceras torácicas y abdominales). El nervio esplácnico menor viaja desde los niveles vertebrales T10-T11 hasta los ganglios mesentéricos superiores del abdomen, que inervan la arteria mesentérica superior, y hasta el ganglio aorticorrenal. El nervio esplácnico menor, o más bajo, conecta el nivel T12 con el plexo renal. Los nervios esplácnicos lumbares de los dos segmentos lumbares superiores hacen sinapsis en el abdomen en los ganglios mesentéricos inferiores, asociados a la arteria mesentérica inferior. Además, algunas fibras torácicas de los nervios esplácnicos inervan la médula suprarrenal, un ganglio del abdomen que media la respuesta simpática al estrés.
Los axones de la columna gris lateral liberan acetilcolina en sus sinapsis. Esto puede excitar o inhibir la célula postsináptica, dependiendo del tipo de receptor de acetilcolina en su membrana. Las células postganglionares (es decir, las células nerviosas inervadas en los ganglios por las neuronas de la columna lateral) suelen liberar norepinefrina (noradrenalina) en sus dianas; estas sinapsis también pueden ser excitadoras o inhibidoras.
La columna gris lateral recibe señales de entrada de fibras mielínicas preganglionares de las vísceras (órganos internos), que discurren a través de los ganglios prevertebrales (entre el órgano visceral y la cadena simpática) y los ganglios paravertebrales (en la cadena simpática), las ramas blancas comunicantes y las raíces dorsales para hacer sinapsis en las células de la columna celular intermediolateral del asta lateral. 
Las células nerviosas de la columna gris lateral también reciben señales del tronco encefálico y de las neuronas del hipotálamo, un área del cerebro involucrada en la mediación de muchas funciones fisiológicas y estados emocionales.

## Importancia clínica
El síndrome de Horner se caracteriza por pupilas pequeñas, ojos hundidos, párpado parcialmente caído y sequedad de la piel de la cara. Está causado por problemas en las vías autonómicas, como el daño a la columna gris lateral.
La insuficiencia autonómica progresiva es una enfermedad asociada a alteraciones autonómicas debidas a una degeneración neuronal selectiva. Un estudio estimó el número de células nerviosas en las columnas grises laterales de 21 personas con insuficiencia autonómica progresiva en comparación con un grupo de control. Este mismo estudio descubrió que se había perdido una media del 75% de las células de la columna lateral en las personas con insuficiencia autonómica progresiva.
La atrofia multisistémica (AMS) es un trastorno de aparición en la edad adulta, esporádico y progresivo. La AMS se caracteriza por una combinación de ataxia, parkinsonismo y disfunción autonómica. Un estudio comparó el recuento de células nerviosas de la columna gris lateral entre 15 casos de pacientes con AMS y un grupo de control. Todos los casos de AMS habían perdido más del 50% de las células del asta lateral, lo que demuestra la afectación de las columnas intermediolaterales en la AMS.
La enfermedad de Lichtheim (también conocida como degeneración combinada subaguda ) es el resultado de una deficiencia de vitamina B12 y se asocia con anemia perniciosa. La enfermedad se caracteriza por la degeneración de las columnas lateral y posterior, lo que da como resultado síntomas como marcha atáxica espástica y paranoia. Los pacientes también pueden sentir hormigueo o debilidad en las extremidades y el torso.